# Zinkfabriek
Een zinkfabriek of zinksmelter is een fabriek waarin zink wordt gewonnen uit zinkerts.
De oudste methode om het erts te verwerken bestond uit de reductie van het erts door middel van verhitting met houtskool. Het hieruit ontstane product werd in horizontale retorten opnieuw verhit met koper en houtskool, waardoor uiteindelijk messing ontstond. Dit werd ambachtelijk verwerkt tot siervoorwerpen, bijvoorbeeld te Dinant.
Omdat zink reeds bij een betrekkelijk lage temperatuur verdampt, kan men metallisch zink winnen door een koud voorwerp in de damp te houden. Deze techniek werd ontwikkeld door de Chinezen. In Europa gebeurde de fabricage van metallisch zink op kleine schaal sedert de 15e en 16e eeuw in de Harz en in Silezië.

## Thermische zinkfabriek
De eerste eigenlijke zinkfabriek stamt uit Engeland, waar William Champion omstreeks 1740 een zinkfabriek te Swansea bouwde. Hierbij werd een distillatieproces gebruikt. De gassen werden door een condensor gevoerd, waarin de zinkdamp neersloeg.
Ten gevolge van de invoering van het continentaal stelsel door Napoleon was men in continentaal Europa gedwongen een eigen industrie te ontwikkelen. Er bleken zinkertsen voorhanden te zijn in Moresnet, die werden gewonnen in de mijn van Vieille Montagne te Kelmis. De geschiedenis van de winning en verwerking in dit gebied is te zien in Museum Vieille Montagne. De Luikse chemicus Jean-Jacques Dony ontwikkelde een fabricagemethode die in 1805 gebruiksklaar was. Hierbij werden de ertsen gereduceerd in een horizontale buis, retort genaamd, met een condensor in het verlengde ervan.
De eerste fabriek die volgens dit procedé werkte, stond in Saint-Léonard, een voorstad van Luik. In 1811 werd ook een zinkpletterij gebouwd, waardoor zink in platen beschikbaar kwam voor dakbedekking. De tweede fabriek van Dony kwam in Moresnet, de derde in Angleur (1837). De naam van het bedrijf werd toen gewijzigd in: 'Société des Mines et Fonderies de Zinc de la Vieille Montagne'.
In Duitsland werd de eerste zinkfabriek gebouwd te Stolberg, in 1836.
Indien sulfidisch erts (zinkblende) wordt voorbewerkt door het te roosten. Hierbij wordt het zinksulfide omgezet in zinkoxide, waarbij zwaveldioxide vrijkomt, dat kan worden verwerkt tot zwavelzuur. Dit is de reden waarom er een zwavelzuurfabriek aan een zinkfabriek verbonden kan zijn.

## Elektrochemische zinkfabriek
Bij een dergelijk proces, dat in 1915 voor het eerst werd toegepast en tegenwoordig in vrijwel alle zinkfabrieken ter wereld wordt gebruikt. De smelters gebruiken een mengsel van zinkhoudende concentraten of secundair zinkmateriaal, zoals zinkoxides, als grondstof voor de roostfabriek. In deze fabriek wordt het concentraat verbrand waarbij onzuiver zinkoxide, of roostgoed, zwaveldioxide en warmte vrijkomt. De vrijgekomen warmte wordt benut voor de productie van stoom die in andere productieprocessen wordt gebruikt. Het roostgoed wordt afgetapt en na afkoeling in molens vermalen. Het gas kan in een zwavelzuurfabriek worden omgezet in zwavelzuur.
Het onzuivere zinkoxide wordt opgelost in zwavelzuur en er ontstaat een zinksulfaatoplossing. In deze fase van het productieproces worden zoveel als mogelijk de verontreinigingen, vooral andere metalen, uit de oplossing verwijderd. In de laatste fase wordt door middel van elektrolyse zinkmetaal uit de gezuiverde zinksulfaatoplossing gewonnen. In deze oplossing wordt een kathode van aluminium en een anode van lood aangebracht. Als hier een stroom door wordt geleid, slaat het zink op de kathode neer. Het materiaal op de kathodes bevat 99,995% zink is van zeer zuivere kwaliteit. De elektrolyse gebruikt grote hoeveelheden elektriciteit en heeft een groot aandeel in de energiekosten in het hele productieproces. Deze methode ondervangt de milieuproblemen die aan het thermisch proces verbonden zijn. 

## Kempense en overige Vlaamse zinkfabrieken
Oorspronkelijk werden veel zinkfabrieken in de omgeving van Luik gebouwd. De thermische zinkfabrieken waren echter zeer vervuilend, omdat de gassen ongezuiverd in de atmosfeer terechtkwamen. Hoewel de aanwezigheid van zink een voorwaarde is voor de groei van de typische en zeldzame zinkflora, zullen de dampen de aanwezige plantengroei sterk aantasten. Ze zijn uiteraard ook zeer schadelijk voor de mens, zowel de arbeiders in de fabriek als de omwonenden. Zware metalen zoals lood en cadmium zijn er in aanwezig. Dit was de reden dat nieuwe zinkfabrieken verrezen in dunbevolkte gebieden, en deze waren te vinden in de Belgische en Nederlandse Kempen. Daar was bovendien de grond en de arbeid goedkoop, en er waren goede transportmogelijkheden, zoals de aanwezigheid van kanalen en eventueel ook spoorlijnen.
Kempense Zinkfabrieken zijn of waren te vinden in:
- Balen: een roostfabriek voor erts van de Vieille Montagne, opgericht in 1885. Ze is tegenwoordig eigendom van Nyrstar.
- Overpelt (Overpelt-Fabriek), opgericht in 1880. Ze is tegenwoordig eigendom van Nyrstar.
- Lommel (Lommel-Werkplaatsen), opgericht in 1904, stilgelegd in 1973, gesloopt in 1974.
- Budel (Budel-Dorplein), opgericht in 1892. Deze Budelse zinkfabriek is tegenwoordig eigendom van Nyrstar.

Verdere zinkfabrieken in Vlaanderen: 
- Boom, gesticht als: 'S.A. des Usines à Zinc de Boom' in 1888. Bestaat niet meer.
- Rotem, gesticht in 1911. De fabriek werd stilgelegd. De schoorstenen werden gesloopt in 2006.

In zuidoost Nederland, bij de grens met België, staat een grote zinkfabriek in Budel. Deze fabriek heeft een capaciteit van 275.000 ton zink per jaar. De eigenaar van de fabriek is Nyrstar.